# Ielinski
Ielinski - Елинский (rus) - és un khútor del krai de Krasnodar, a Rússia. Es troba als vessants septentrionals del Caucas occidental, prop de la riba dreta del riu Pxix, a 20 km al nord-oest d'Apxeronsk i a 69 km al sud-est de Krasnodar, la capital.
Pertany al municipi de Tvérskaia.